# 掛布雅之
掛布雅之（1955年5月9日—），生於日本新潟縣三條市，前職業棒球選手，右投左打，守備位置為內野手。他曾效力於日本職棒阪神虎，於1988年退休，生涯通算349支全壘打。

## 生平
掛布雅之出生在新潟縣，其母親的娘家。出生後一年，與母親回到父親居處，千葉縣千葉市中央區，在此長大。其父以他喜愛的明星森雅之，為其命名。在二次大戰前，其父掛布泰治曾是千葉商業高校的教師，擔任棒球隊教練。第二次世界大戰期間，被徵召入伍，至中國戰場打仗。在第二次世界大戰結束後，回到故鄉，開設鄉土料理餐廳。
幼年時曾經學習劍道，因為其父親不願意幫他買防具，在小學時代中斷了學習。在他父親開始擔任棒球隊教練時，掛布雅之也開始打棒球。
1973年，以第六指名的順位，被阪神虎簽下，進入二軍。
1974年球季，在阪神虎對南海鷹時，因為隊中人力不足，掛布首次升上一軍。在這場比賽中，掛布四次打席擊出四次安打，獲得教練團的認同，從此留在一軍出賽。
1976年，成為球隊先發三壘手。在這個球季中，打擊率3成25，擊出27隻全壘打，拿下最佳九人獎項。
1978年球季結束後，阪神虎將其主將田淵幸一交易到西武獅。在此之後，掛布雅之成為隊中主力打擊。
1979年球季，掛布雅之擊出48隻全壘打，取得年度全壘打王。
1987年，因腰痛，打擊成績下降。1988年，發表引退聲明。